# HMS Dauntless (D33)
El HMS Dauntless (D33) es un destructor Tipo 45 de la Marina Real británica. Entró en servicio en 2010.

## Construcción y características
Es la segunda unidad de la serie Tipo 45 o clase Daring. Se puso su quilla el 28 de agosto de 2004 y se botó su casco el 23 de enero de 2007. Entró en servicio el 3 de junio de 2010. Su base es HMNB Portsmouth.
Tiene una eslora de 152,4 m, una manga de 21,2 m y un calado de 5,3 m. Desplaza 7350 t.

## Servicio

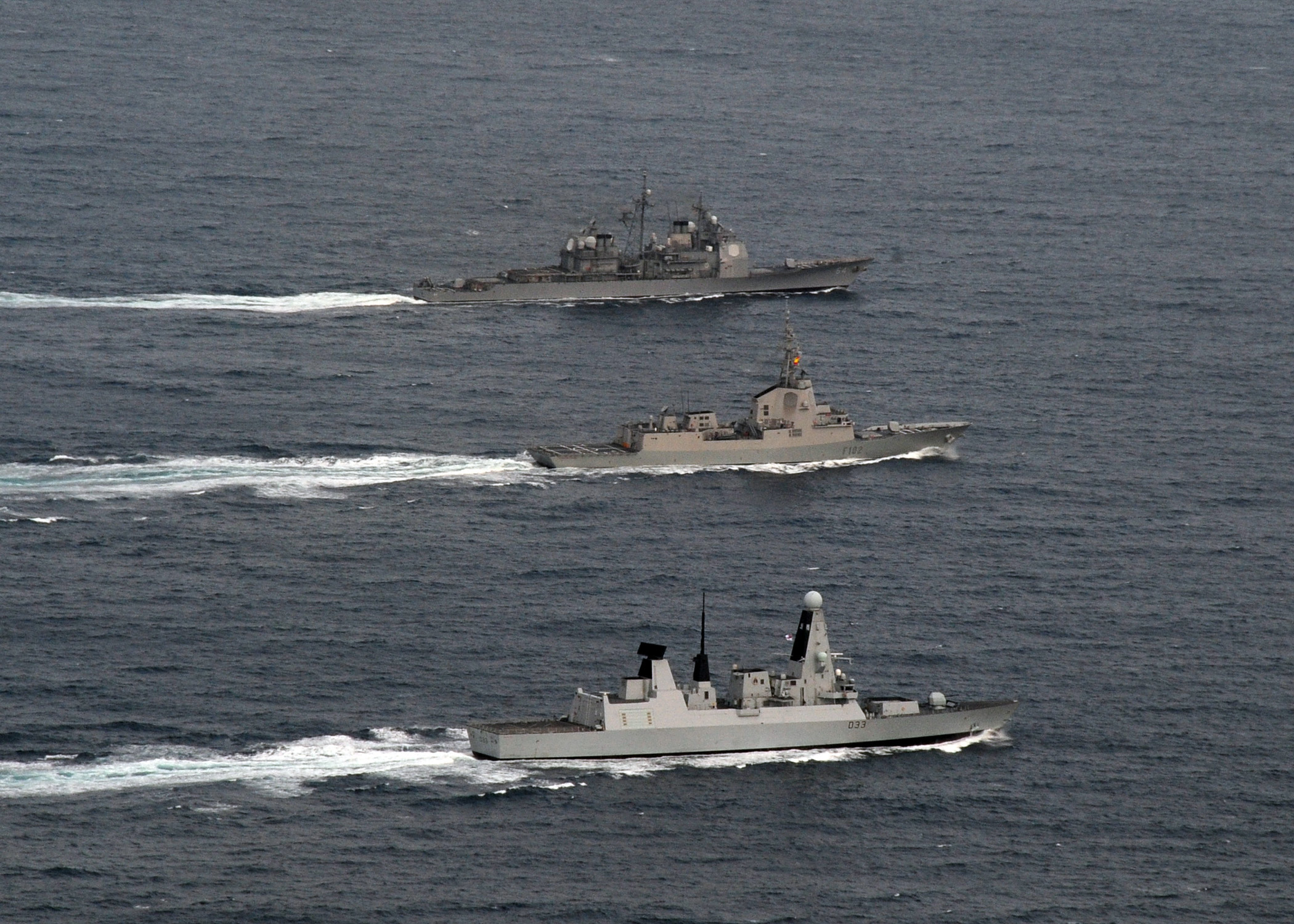
La fragata española Almirante Juan de Borbón (F-102), el destructor inglés HMS Dauntless (D33) y el crucero lanzamisiles estadounidense USS Gettysburg (CG 64) navegan juntos en 2011.

El 1 de octubre de 2010, el Ministerio de Defensa confirmó el disparo de un misil Sea Viper por parte del HMS Dauntless.
El buque representó a su país en el ejercicio FRUKUS —Francia, Rusia, Reino Unido y Estados Unidos— en 2011.
En enero de 2012, el HMS Dauntless desplegó en las islas Malvinas. La presidenta argentina Cristina Fernández de Kirchner manifestó su oposición a dicho movimiento aduciendo que significaba una «militarización del Atlántico Sur»  [sic].